# 아비 아머드
아비 아머드 알리(암하라어: ዐቢይ አህመድ አሊ, 영어: Abiy Ahmed Ali, 오로모어: Abiyyii Ahimad Alii, 1976년 8월 15일 ~ )는 에티오피아의 정치인으로, 2018년부터 에티오피아의 제15대 총리를 맡고 있다. 2018년 에티오피아-에리트레아 전쟁의 종전 협상을 이끌어낸 공로로 2019년 노벨 평화상을 수상했다.
에티오피아 인민혁명민주전선을 이루던 4개 정당 중 하나인 오로모족 민족 정당인 오로모 민주당 소속의 정치인이었다. 2019년 그의 주도로 인민혁명민주전선의 4개 구성 정당 중 가장 세력이 강하던 티그라이 인민해방전선을 제외한 3개 정당이 합쳐져 번영당이 창설되었다. 이후 티그라이족 측의 반발이 심화된 끝에 2020년 11월 티그라이 인민해방전선이 에티오피아 북부군을 습격한 것을 시작으로 티그라이 전쟁이 발발하였다.
2020년 코로나19 범유행을 이유로 총선 연기를 결정하였다가 반대파로부터 위헌 행위라며 비판받았다. 이 총선은 2021년에 치러졌고, 아비 아머드는 10월 공식적으로 2번째 5년 임기를 시작했다.